# Verband für samische Schriftsteller
Foreninga samiske forfattere (norwegisch, dt. wörtlich Verein samische Schriftsteller; auch nordsamisch Searvi sámi girječálliide und lulesamisch Siebrre sáme girjjetjállijda, dt. wörtlich Verein für samische Schriftsteller) ist eine Vereinigung für samische Autoren von Belletristik und Sachliteratur.

## Geschichte
Der Verband wurde 2019 als eine Reaktion auf die Präzisierung der Satzung des Samischen Schriftstellerverbandes (nordsamisch Sámi girječálliid searvi) im selben Jahr gegründet. Entsprechend dieser Satzungsänderung wurden nur noch Mitglieder akzeptiert, die ihr Werk in einer samischen Sprache verfassen. Die Mitgliedschaft im neuen Verband steht allen samischen Schriftstellern offen, unabhängig von der Sprache in der sie schreiben.
Eine wichtige Grundlage der Verbandsarbeit ist die Akzeptanz der Diversität innerhalb der samischen Literatur. Deshalb sollen alle Sprachen und Sprachgebiete in Sápmi in die Arbeit eingeschlossen werden. Auf der ersten Jahresversammlung des Verbandes am 25. Mai 2020 wurde Irene Larsen zur Vorsitzenden gewählt. Sie hat diese Position seit 2020 inne.

## Vorsitzende
- seit 2020 Irene Larsen